# TrES-2
TrES-2 (GSC 03549-02811 или 2MASS J19071403+4918590) — звезда в созвездии Дракона. Как и Солнце, TrES-2 относится к жёлтым карликам. Спектральный класс — G0V. Находится в 718 световых годах от Солнца.

## Планетная система
Планета TrES-2 b была открыта в 2006 году сетью телескопов, в рамках программы TrES, методом транзита. Также исследовалась телескопом Кеплер. Планета обладает очень низким альбедо — отражает всего около одного процента падающего на её поверхность света.
- Большая полуось орбиты (а. е.): 0,037 ± 0,001
- Масса планеты (в массах Юпитера): 1,28 ± 0,09
- Орбитальный период (дней): 2,471
- эксцентриситет: 0
- Аргумент перицентра (омега):
- тип: Горячий юпитер
- год открытия : 2006 год
- температура: 5,850 ±50 K
- период вращения:
- наличие сателлитов:
- предполагаемый радиус: 1.000 +.036-.033 R☉
- Эффективная Земная орбита: 1,15 а. е.